# Jilava (gmina)
Jilava – gmina w południowej części okręgu Ilfov w Rumunii. W skład gminy wchodzi wieś Jilava. W 2011 roku liczyła 12 223 mieszkańców.